# Château de Martigné-Briand
Le château de Martigné-Briand est un château situé à Martigné-Briand, en France.

## Localisation
Le château est situé dans le département français de Maine-et-Loire, sur la commune de Martigné-Briand.

## Protection
L'édifice est inscrit au titre des monuments historiques en 1926, puis classé en 2015.

### Liens externes

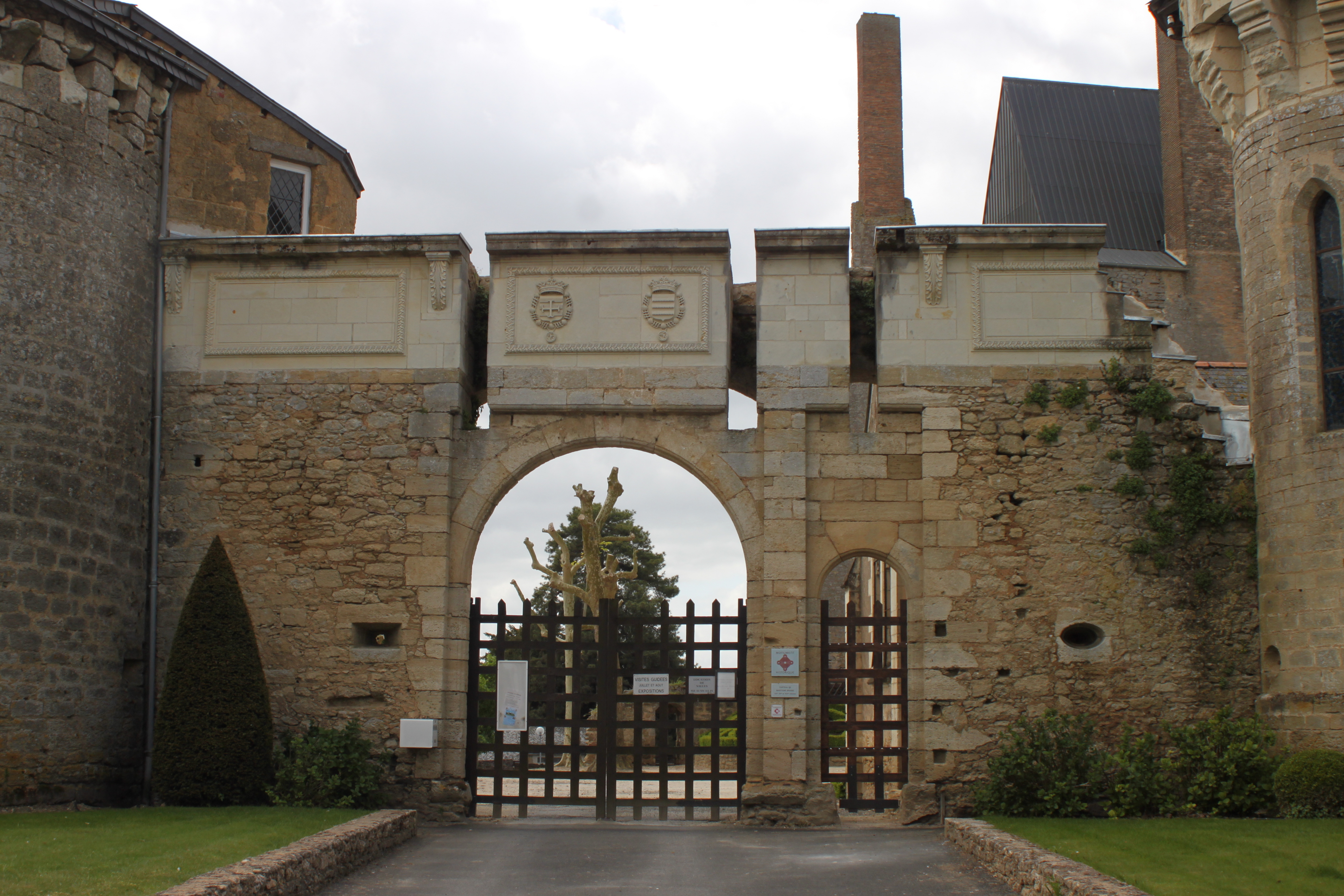
Entrée du château de Briand.